# Mont Saint-Baudille
Le mont Saint-Baudille se situe à l'extrémité sud-ouest du massif de la Séranne marquant le rebord méridional, notamment, du causse du Larzac. Culminant à 848 mètres d'altitude sur la commune de Montpeyroux, son sommet, accessible par la route, est couronné d'une importante antenne TDF de 70 m de hauteur.

## Panorama
Le panorama depuis le sommet est remarquable : vers le sud, la vue s'étend sur toute la plaine viticole de l'Hérault jusqu'à la mer Méditerranée dans la portion comprise entre Sète, le mont Saint-Clair, Agde et l'ancien volcan du mont Saint-Loup. À l'est de Sète, on aperçoit les collines de la Gardiole, au premier plan les contreforts de la Séranne qui entourent les gorges de l'Hérault, la ville de Montpellier et le cordon littoral, jusqu'à la pointe de l'Espiguette et enfin le pic Saint-Loup et l'Hortus. À l'ouest s'étend le Haut Languedoc : Escandorgue, Espinouse-Caroux et les monts de Lacaune. Au nord, le début du Larzac est bordé par les Cévennes : massif de l'Aigoual, puis la montagne de la Fage, et entre les deux, on aperçoit fréquemment la partie orientale du mont Lozère (pic Cassini). Enfin, par temps clair, au sud-ouest on aperçoit le massif du Canigou et le massif des Corbières tandis qu'à l'est on voit jusqu'au mont Ventoux,.

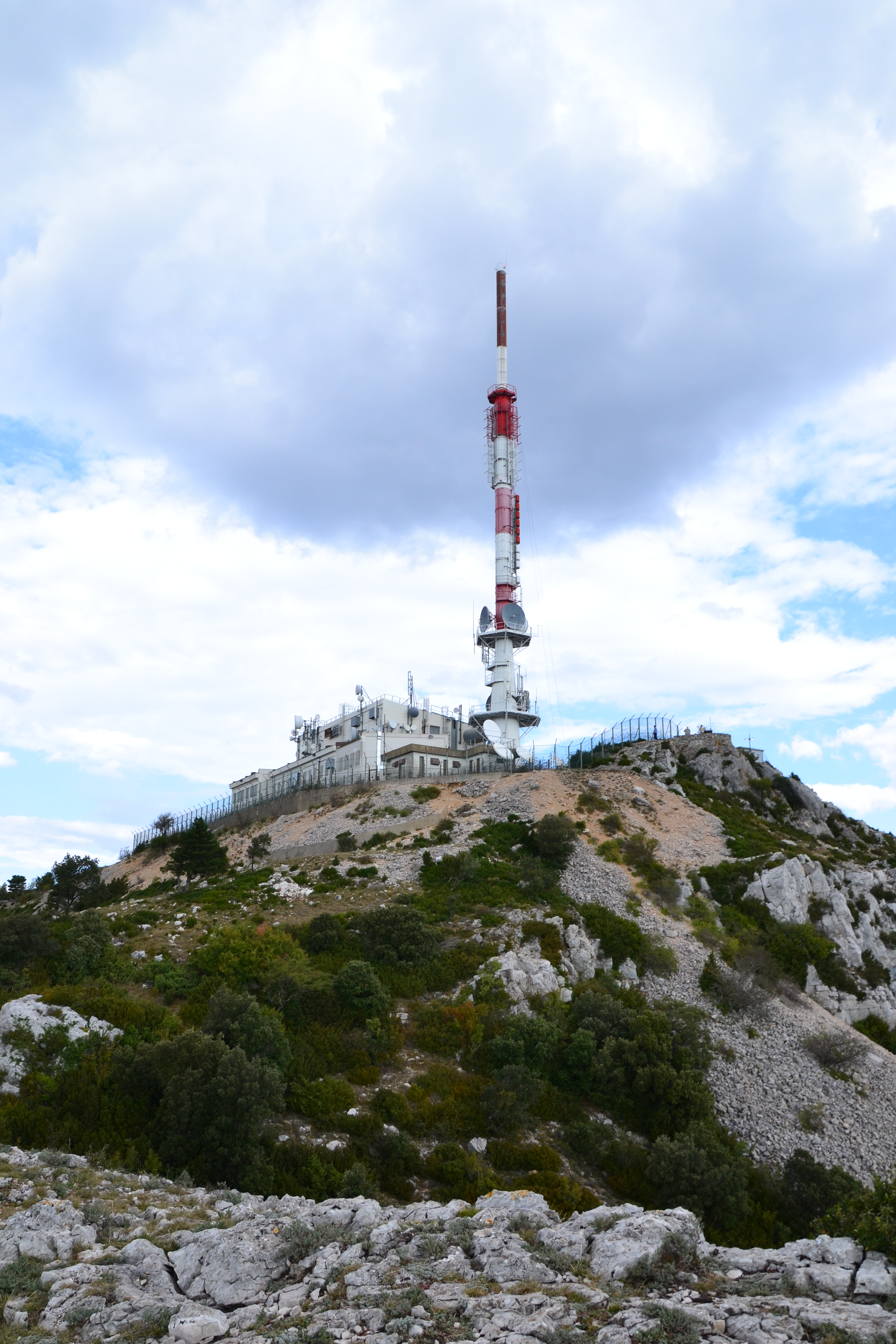
Vue du sommet
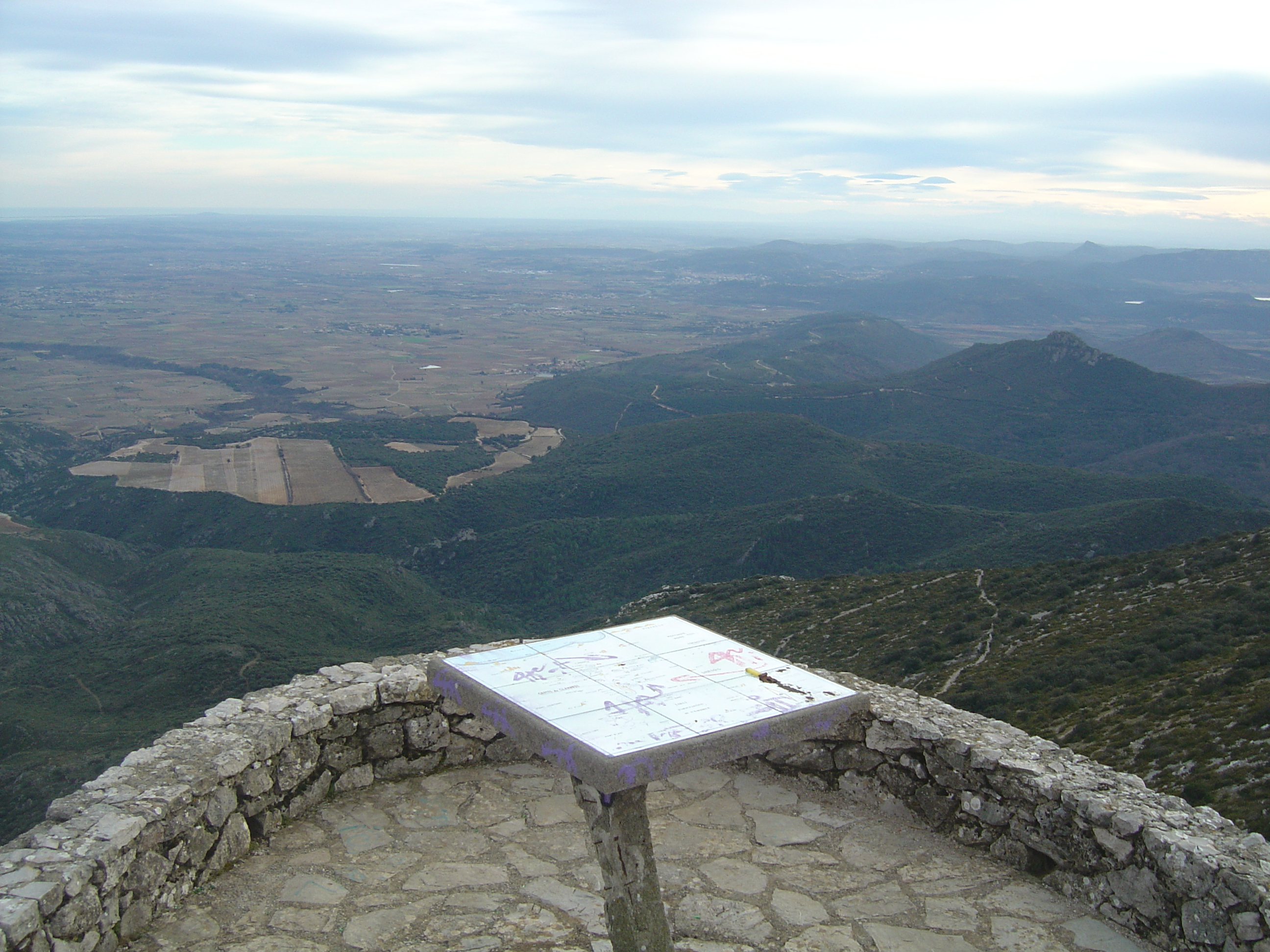
Table d'orientation